# (90712) Wittelsbach
(90712) Wittelsbach ist ein Asteroid des mittleren Hauptgürtels, der von den deutschen Astronomen Freimut Börngen und Lutz D. Schmadel am 12. Oktober 1990 am Observatorium Tautenburg (IAU-Code 033) im Thüringer Tautenburger Wald entdeckt wurde.
Der Asteroid gehört zur Dora-Familie, einer Gruppe von Asteroiden, die nach (668) Dora benannt ist. Die zeitlosen (nichtoskulierenden) Bahnelemente von (90712) Wittelsbach sind fast identisch mit denjenigen des größeren, wenn man von der Absoluten Helligkeit von 14,5 gegenüber 15,1 ausgeht, Asteroiden (44421) 1998 SL156.
Der mittlere Durchmesser von (90712) Wittelsbach wurde mithilfe des Wide-Field Infrared Survey Explorers (WISE) mit 5,391 (±0,191) km berechnet. Die Albedo von 0,055 (±0,009) weist auf eine dunkle Oberfläche hin. Die Rotationsperiode des Asteroiden wurde 2009 und 2018 von Brian D. Warner und 2015 von Adam Waszczak, Chan-Kao Chang, Eran Ofek et al. untersucht. Die Lichtkurven reichten jedoch nicht zu einer Bestimmung aus.
Die Bahn von (90712) Wittelsbach wurde 2004 gesichert, so dass eine Nummerierung vergeben werden konnte. Der Asteroid wurde am 23. Mai 2005 auf Vorschlag von Freimut Börngen nach der Burg Wittelsbach benannt, dem Stammsitz des Adelsgeschlechtes der Wittelsbacher.